# Chelidonium citri
Chelidonium citri là một loài bọ cánh cứng trong họ Cerambycidae.